# Сухона
Су́хона — река в Вологодской области России, крупнейшая как по длине, так и по полноводности. Левая и основная составляющая Северной Двины (правая — Юг). Длина — 558 км, площадь водосборного бассейна — 50 300 км². Среднемноголетний объём стока в устье составляет 14,518 км³. Средний расход воды — 460 м³/с.

## Этимология
Название реки — славянское по происхождению, выводится из *Суходъна (ср. Суходон) — «(река) с сухим дном», или непосредственно от *сухъ «сухой», аналогично др.-рус. сухона «сухость, жар», либо из диалектного сухона — «сухое место».

## География
Сухона начинается двумя рукавами (собственно Сухона и Большой Пучкас) из Кубенского озера на высоте 110,1 м, сток из которого зарегулирован плотиной с судоходным шлюзом. В верховьях пойма широкая; в связи с незначительными уклонами весной из-за подпора рек Вологда и Лежа наблюдается обратное течение в Кубенское озеро.
В верхнем течении река течёт на юго-восток, после впадения Вологды и Лежи поворачивает на северо-восток и течёт в этом направлении вплоть до слияния в Великом Устюге с рекой Юг с образованием Северной Двины.
Бассейн Сухоны насчитывает 482 реки и около 6 тыс. ручьев. В бассейне Сухоны 424 озера, но большинство из них мелкие, площадь зеркала 397 озёр не превышает 0,5 км². Леса занимают на водосборе Сухоны около 70 %, а болота — всего 3 %.

Мы понемногу плывём по Сухоне, — Тотьма, Великий Устюг, необыкновенно высокие, слоистые берега «Опоки», — скоро Сухона соединится с Югом широким, будет Малая Двина, а там вольётся огромная Вычегда, и мы въедем в Северную Двину.— М. М. Пришвин. «Берендеева чаща»

## Гидрология
Питание преимущественно снеговое. Половодье с апреля до середины июля. В верхнем течении образуются огромные, иногда многокилометровые разливы. Среднегодовой расход воды в 39 км от устья — 438 м³/с, наибольший — 3470 м³/с, наименьший — 21,6 м³/с. Замерзает в конце октября — ноябре, в среднем течении и в декабре, вскрывается во второй половине апреля — первой половине мая.
По гидрологическим особенностям Сухона делится на три участка[страница не указана 1162 дня]. В верхнем течении примерно до устья Вологды Сухона медленно течёт по широкой долине с пологими низкими безлесыми берегами, покрытыми заливными лугами, ширина русла около 150—200 м. В среднем течении, от устья Вологды до города Тотьмы, долина сужается, берега повышаются, лес начинает подходить к реке. На этом участке течение становится более быстрым, много каменных перекатов, порожков и каменистых островов. Глубина долины до 80—100 м, ширина русла 140—240 метров. Ниже Тотьмы долина ещё суживается, коренные берега подступают к воде и местами достигают высоты 80 м, течение быстрое, ширина реки 80—100 м, на отдельных отрезках — 400 м, а острова полностью исчезают[страница не указана 1162 дня].
Особенно много каменных перекатов (в местном диалекте «переборов») в районе Тотьмы. Среди наиболее больших и известных — Копытовский, Корыто, Железный, Жидятино. В нижнем течении наиболее известен Опокский перекат ниже Полдарсы, где Сухона течёт зажатая между отвесными скалами высотой до 80 метров

## Притоки
Основные
- Пельшма, Двиница, Стрелица, Царева, Уфтюга, Верхняя и Нижняя Ёрга (левые);
- Вологда, Лежа, Ихалица, Толшма, Леденьга, Печеньга, Городишна, Стрельна, Луженьга (правые).

(указано расстояние от устья)
- 8 км: Воздвиженка (лв)
- 10 км: Сыворотка (лв)
- 21 км: Темтас (лв)
- 24 км: Марденьга (лв)
- 35 км: Мяколица (лв)
- 37 км: Луженьга (пр)
- 46 км: Нижняя Ёрга (лв)
- 53 км: Верхняя Ёрга (лв)
- 57 км: Кичуга (пр)
- 70 км: Стрельна (пр)
- 78 км: Полдарса (пр)
- 84 км: Нижняя Тозьма (лв)
- 91 км: Верхняя Тозьма (пр)
- 95 км: Юрменьга (лв)
- 109 км: Левая Сученьга (лв)
- 110 км: Правая Сученьга (пр)
- 119 км: Леваш (пр)
- 128 км: Большая Бобровка (пр)
- 133 км: Ускала (пр)
- 145 км: Малая Сельменьга (лв)
- 160 км: Городишна (пр)
- 163 км: Нюксеница (лв)
- 170 км: Уфтюга (лв)
- 173 км: Большая Гремячая (пр)
- 180 км: Кочевала (пр)
- 187 км: Саланга (лв)
- 192 км: Брусенка (пр)
- 200 км: Шохта (пр)
- 210 км: Левашка (пр)
- 213 км: Токмас (лв)
- 219 км: Коченьга (лв)
- 222 км: Кирженьга (лв)
- 228 км: Нижняя Печеньга (пр)
- 235 км: Большая Пиньга (лв)
- 235 км: Малая Пиньга (лв)
- 238 км: Шукшеньга (пр)
- 256 км: Малая Нореньга (лв)
- 258 км: Большая Нореньга (лв)
- 261 км: Старая Тотьма (пр)
- 270 км: Леденьга (пр)
- 273 км: Еденьга (лв)
- 277 км: Песья-Деньга (лв)
- 289 км: Царева (лв)
- 294 км: Ухтанга (лв)
- 298 км: Печеньжица (пр)
- 302 км: Печеньга (пр)
- 312 км: Шахтыш (пр)
- 331 км: Толшма (пр)
- 332 км: Большой Сомбол (лв)
- 336 км: Тиксна (лв)
- 346 км: Шонтас (лв)
- 352 км: Турица (лв)
- 363 км: Молонга (пр)
- 368 км: Ихалица (пр)
- 382 км: Ретча (лв)
- 388 км: Стрелица (лв)
- 394 км: Векшенга (пр)
- 422 км: Шуя (пр)
- 425 км: Шейбухта (пр)
- 433 км: Двиница (лв)
- 447 км: Наремка (лв)
- 454 км: Нозьма (пр)
- 464 км: Шингарь (пр)
- 470 км: Пельшма (лв)
- 475 км: Воткома (лв)
- 494 км: Лежа (пр)
- 494 км: Вологда (пр)
- 538 км: Глушица (лв)
- 547 км: Бохтюга (лв)
- 553 км: Большой Пучкас (пр)

## Населённые пункты
На Сухоне стоят города: Сокол, Тотьма, Великий Устюг, а также сёла и посёлки; Устье-Вологодское, Шера, Шуйское, Шиченга, Туровец, Советский, Текстильщики, Камчуга, Михайловка, Игмас, Нюксеница, Матвеево, Леваш, Полдарса.

## Данные водного реестра
По данным государственного водного реестра России и геоинформационной системы водохозяйственного районирования территории РФ, подготовленной Федеральным агентством водных ресурсов:
- Бассейновый округ — Двинско-Печорский
- Речной бассейн — Северная Двина
- Речной подбассейн — Малая Северная Двина
- Водохозяйственный участок — озеро Кубенское и река Сухона от истока до Кубенского гидроузла

## История
Поселения человека на берегах Сухоны датируются начиная с V тысячелетия до нашей эры. Известен комплекс поселений Вёкса, расположенный в районе впадения реки Вологды в Сухону до спрямления последней в 1339 году.
Русские поселенцы появились на Сухоне в XI веке. Исторически имела важнейшее транспортное значение, находясь на водном пути от Архангельска в центральную Россию.
Сухона — одна из немногих рек Русского государства, где люди вели гидрологические работы, пытаясь улучшить условия для судоходства, с очень давних пор. В 1278 году по приказу белозерского князя Глеба Васильковича была спрямлена крутая излучина около истока. В 1339 году была спрямлена 250 метровым каналом 20-верстовая излучина в районе впадения Вологды и Лежи, получившая называние Окольная Сухона. Главным препятствием для судоходства помимо перекатов и порогов было сильное обмеление Сухоны в межень, обнажавшее многочисленные мели.
Ещё в XIX веке имела собственные наименования для отдельных её частей. В верхнем течении, до впадении реки Вологды, называлась Рабанской Сухоной или Рабангой, от устья Вологды до устья Двиницы именовалась Нижней Сухоной, после устья Двиницы — Великой Сухоной. Название Рабанга известно как минимум с XV века, когда около 1447 года учеником Дионисия Глушицкого преподобным Филиппом Рабангским на берегу Сухоны в районе нынешней деревни Слобода был основан Рабангский Спасо-Преображенский мужской монастырь. Название Рабанга — финно-угорского происхождения.
У деревни Полдарса Великоустюгского района в верхнепермских отложениях (верхний татарский отдел) был найден вид рептилиоморф-хрониозухий, получивший название в честь Сухоны — Suchonica vladimiri. Также по названию реки получил обозначение небольшой пермский проколофонид сухонозавр и пермская горгонопия сухогоргон. На берегу Сухоны в районе устья Стрельны нашли следы ихновида Sukhonopus producer (сухонопус) — пермского парейазавра. В 2003 году следы с Сухоны были описаны как Sukhonopus primus.

## Хозяйственное использование
Соединена Северо-Двинской системой через реку Шексну с Волгой. Судоходна на всем протяжении, но летом иногда судоходство прерывается из-за маловодья в нижнем течении. Грузовые перевозки на баржах. Пассажирские перевозки осуществляются на участке Шуйское — Туровец в Междуреченском районе.
Воды реки в последние десятилетия сильно загрязнены сбросами промышленных предприятий Вологды и целлюлозно-бумажных заводов и комбинатов Сокола, отмечается высокое содержание фенола, не рекомендуется пить сырую воду из реки. Дно реки устлано топленной древесиной от десятилетий сплава. В настоящее время проводятся работы по углублению русла в г. Великий Устюг, ниже моста по левому берегу. Также строится защитная дамба близ паромной переправы через Малую Северную Двину.
- Урочище (в данном случае — овраг) Пуртос
- Эрозия берега
- Мыс Бык
- Брошенная деревня
- Переправа

## Связь с другими топонимами
В честь Сухоны названы сухогоргон и Сухонская улица в Москве.